# Cavalry Football Club
Cavalry Football Club é um clube de futebol profissional canadense sediado na região metropolitana de Calgary, Alberta. O clube compete como membro fundador da Canadian Premier League, iniciando na a temporada de 2019 e joga seus jogos em casa no ATCO Field localizado no Condado de Foothills.
O clube é treinado por Tommy Wheeldon Jr., que é o primeiro técnico da história do clube, e operado pela Spruce Meadows Sports & Entertainment.

## História
Em 5 de maio de 2018, Calgary foi uma das quatro cidades aceitas pela Associação Canadense de Futebol para a afiliação ao clube profissional.
O Cavalry FC foi revelado em 17 de maio de 2018, como o segundo time a se juntar oficialmente à Canadian Premier League . A CEO da Spruce Meadow Sports & Entertainment Group, Linda Southern-Heathcott, e o diretor de operações, Ian Allison, foram acompanhados pelo comissário da liga David Clanachan e pelo presidente da liga, Paul Beirne, para revelar a equipe.
O nome do clube, o brasão e as cores foram todos revelados no evento em Spruce Meadows, enquanto Tommy Wheeldon Jr. foi anunciado como treinador principal e gerente geral. Planos para renovar instalações existentes em Spruce Meadows, resultando em um estádio específico de futebol com capacidade de pelo menos 5.000 lugares, também foram revelados.

## Cores e brasão
O brasão da equipe foi projetado por Jon Rogers. O brasão apresenta um chevron em homenagem ao regimento blindado Lord Strathcona's Horse, às Alberta Foothills e às Montanhas Rochosas, e uma bola de futebol para representar o passado e o futuro de Calgary como uma cidade esportiva.
As cores do clube são verde, vermelho e preto (marcado pelo clube como "verde do exército", "vermelho de Calgary" e "preto no preto"). Essas cores simbolizam o verde da natureza de Calgary e Spruce Meadows, e o vermelho e o preto de outras equipes esportivas de Calgary e a bandeira do regimento Lord Strathcona's Horse.

## Uniformes

### 1.º Uniforme
| 2019 | 2020 |

### 2.º Uniforme
| 2019 | 2020 |

## Estádio
O Cavalry FC jogará em um estádio de 6.000 lugares a ser construído em Spruce Meadows, no atual haras de cavalos 'Meadows on the Green'. O estádio será modular para permitir o crescimento futuro e usará grama natural.

## Cultura do clube

### Apoiadores
O Cavalry FC é apoiado pelos Foot Soldiers, um grupo de adeptos que se formou originalmente em 2015 para apoiar o clube Calgary Foothills FC da USL League Two .

### Rivalidades
Em 2018, o FC Edmonton Academy jogou com os rivais provinciais do Calgary Foothills FC em dois jogos amigáveis para os ajudar a preparar a próxima época. Os jogos também foram usados para avaliar o interesse de Edmonton em um retorno potencial para se juntar à Canadian Premier League. A série foi sugerida por grupos de adeptos dos dois clubes e apelidada de "Al Classico", inspirada na rivalidade El Clásico entre Real Madrid e Barcelona . A rivalidade continuará entre o FC Edmonton e o Cavalry FC quando a Premier League do Canadá começar em Abril de 2019.
A rivalidade entre Cavalry FC-Forge FC se desenvolveu durante a temporada de primavera de 2019 como os dois melhores clubes da liga. A rivalidade se estreitou no Campeonato Canadense de 2019, no qual o Calvary derrotou o Forge por 3-2 nos confrontos de ida e volta no total. Na ida, que resultou em um empate 1-1, terminou com altercações acaloradas entre os dois lados em campo, levando a uma revisão disciplinar pela Associação Canadense de Futebol.

## Elenco atual
Atualizado em 15 de abril de 2022.

### Jogadores emprestados
Atualizado em 15 de abril de 2022.

#### Para o Cavalry
| N.º | Posição  | Nome            | Equipe      |
| --- | -------- | --------------- | ----------- |
| 21  | Atacante | Jean-Aniel Assi | CF Montréal |
| 25  | Defensor | Karifa Yao      | CF Montréal |

## Administração atual
Atualizado em 06 de março de 2022.
| Comissão Técnica                           | Comissão Técnica         | Comissão Técnica |
| ------------------------------------------ | ------------------------ | ---------------- |
| Técnico                                    | Tommy Wheeldon Jr.       |                  |
| Diretor técnico e treinador                | Leon Hapgood             |                  |
| Assistente técnico                         | Nikolas Ledgerwood       |                  |
| Treinador de goleiros                      | Jordan Santiago          |                  |
| Direção                                    |                          |                  |
| Proprietária, Presidenta do Conselho e CEO | Linda Southern-Heathcott |                  |
| Presidente e COO                           | Ian Alisson              |                  |
| Diretor geral                              | Tommy Wheeldon Jr.       |                  |
| Diretor geral assistente                   | Tofa Fakunle             |                  |
| Gerente de relações comunitárias           | Nikolas Ledgerwood       |                  |